# Финдли (Охајо)
Финдли (енгл. Findlay) град је у америчкој савезној држави Охајо.

## Демографија
По попису из 2010. године број становника је 41.202, што је 2.235 (5,7%) становника више него 2000. године.
| Група             | 2000.          | 2010.          |
| Белци             | 35.763 (91,8%) | 36.270 (88,0%) |
| Афроамериканци    | 546 (1,4%)     | 886 (2,2%)     |
| Азијати           | 686 (1,8%)     | 1.025 (2,5%)   |
| Хиспаноамериканци | 1.539 (3,9%)   | 2.335 (5,7%)   |
| Укупно            | 38.967         | 41.202         |